# ベセーナ

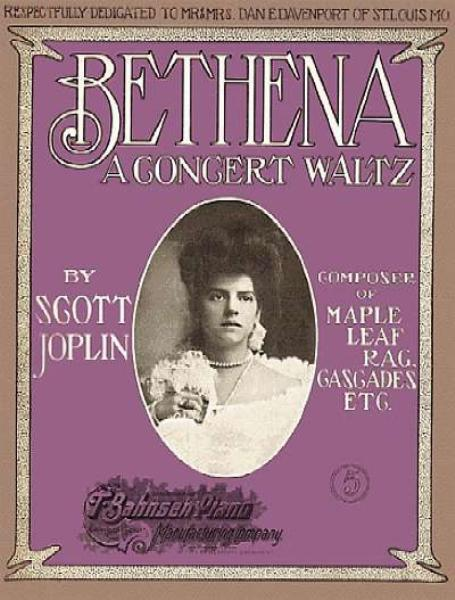
初版の楽譜の表紙。

『ベセーナ』（英：Bethena）は、スコット・ジョプリンが1905年（3月6日に著作権登録）に作曲したピアノ独奏曲。作曲者自身によって『コンサート・ワルツ』（A Concert Waltz）という副題が付けられている。

## 概要
本作品は、ジョプリンが2番目の妻フレディ・アレクサンダー（Freddie Alexander）を結婚式の10週間後である1904年9月10日に肺炎で亡くしてから最初に書いた作品であり、初演後しばらく忘れ去られていたが、1970年代以降にジョプリンの作品が再評価されはじめてから本作品も再発見され、ジョプリンの伝記作家やその他の批評家から称賛を受けた。
なお、『ベセーナ』という曲名の由来は不明であり、初版の楽譜の表紙に掲載されている女性の身元もわかっていない。